# چیچینیو (بازیکن فوتبال، زاده ۱۹۸۸)
چیچینیو (بلغاری: Неусиано де Жезуш Гузмао؛ زادهٔ ۲۶ دسامبر ۱۹۸۸) بازیکن فوتبال اهل برزیل است.
از باشگاه‌هایی که در آن بازی کرده است می‌توان به باشگاه فوتبال سانتوس، باشگاه فوتبال لودوگورتس رازگراد، باشگاه فوتبال پونته پرتا، و باشگاه ورزشی ژوونتود اشاره کرد.
وی همچنین در تیم ملی فوتبال بلغارستان بازی کرده است.